# Condecoración Estrella de Carabobo
La Condecoración Estrella de Carabobo es una condecoración militar de Venezuela creada para recompensar a los miembros del Ejército de Venezuela que se distingan por servicios sobresalientes. Puede ser conferida a otros miembros de componentes distintos de las Fuerzas Armadas al igual que a civiles y se presenta en una única clase.
Está formada por una estrella plateada con brazos de cuatro diferentes largos y 32 puntas a intervalos regulares. Los dos más largos aparecen cuatro veces cada uno, el tercero, ocho veces, y los brazos más cortos entre cada uno de los otros. Los brazos están sobrepuestos sobre tres anillos concéntricos alrededor de un medallón central de bordes decorados. 
Al verso, este medallón tiene el escudo del ejército de Venezuela, y en el reverso, tiene inscrito "Estrella de Carabobo". El brazo superior es atravesado por una agujero que sirve para suspenderlo de una cadena o collar.

## Relevancia
La Orden fue creada en una sola clase para reconocer a los miembros del ejército venezolano por servicios distinguidos y también podrán concederse a los miembros de otras ramas de las Fuerzas Armadas de Venezuela y para la población civil por contribuciones significativas al ejército. La batalla de Carabobo se llevó a cabo el 24 de junio de 1821 y resultó en una derrota decisiva de las fuerzas realistas españolas y la independencia de Venezuela.
| Barra                |
| Estrella de Carabobo |